# Kałożycy (wieś)
Kałożycy (ros. Каложицы) – wieś (dieriewnia) w Rosji, w obwodzie leningradzkim, w rejonie wołosowskim. W 2010 liczyła 60 mieszkańców.